# Guatemala az 1992. évi nyári olimpiai játékokon
Guatemala a spanyolországi Barcelonában megrendezett 1992. évi nyári olimpiai játékok egyik részt vevő nemzete volt. Az országot az olimpián 7 sportágban 14 sportoló képviselte, akik érmet nem szereztek.

## Birkózás
Kötöttfogású
| Versenyző     | Versenyszám | Csoportkör                                                                | Csoportkör | Helyosztók        | Helyosztók        | Helyosztók        | Bronz- mérkőzés   | Döntő             | Helyezés    |
| Versenyző     | Versenyszám | Csoportkör                                                                | Csoportkör | 9. helyért        | 7. helyért        | 5. helyért        | Bronz- mérkőzés   | Döntő             | Helyezés    |
| Versenyző     | Versenyszám | Ellenfél Eredmény                                                         | Hely.      | Ellenfél Eredmény | Ellenfél Eredmény | Ellenfél Eredmény | Ellenfél Eredmény | Ellenfél Eredmény | Helyezés    |
| ------------- | ----------- | ------------------------------------------------------------------------- | ---------- | ----------------- | ----------------- | ----------------- | ----------------- | ----------------- | ----------- |
| Mynor Ramírez | 48 kg       | B csoport · Fuat Yildiz (GER) · 2-9 · Csiang Vej (Jiang Wei) (CHN) · 0-16 | 9.         | kiesett           | kiesett           | kiesett           | kiesett           | kiesett           | helyezetlen |

## Ökölvívás
| Versenyző      | Versenyszám | Selejtező                 | Nyolcaddöntő                       | Negyeddöntő       | Elődöntő          | Döntő             | Helyezés |
| Versenyző      | Versenyszám | Ellenfél Eredmény         | Ellenfél Eredmény                  | Ellenfél Eredmény | Ellenfél Eredmény | Ellenfél Eredmény | Helyezés |
| -------------- | ----------- | ------------------------- | ---------------------------------- | ----------------- | ----------------- | ----------------- | -------- |
| Magno Ruiz     | Harmatsúly  | Joseph Chongo (ZAM) · 3-7 | kiesett                            | kiesett           | kiesett           | kiesett           | 17.      |
| Mauricio Ávila | Könnyűsúly  | erőnyerő                  | Namjilyn Bayarsaikhan (MGL) · 0-15 | kiesett           | kiesett           | kiesett           | 9.       |

## Öttusa
| Versenyző      | Versenyszám | Vívás    | Vívás | Vívás | Úszás  | Úszás | Úszás | Lövészet | Lövészet | Lövészet | Futás   | Futás | Futás | Lovaglás | Lovaglás | Lovaglás | Összesen    | Összesen |
| Versenyző      | Versenyszám | Pontszám | Pont  | Hely. | Idő    | Pont  | Hely. | Eredmény | Pont     | Hely.    | Idő     | Pont  | Hely. | Idő      | Pont     | Hely.    | Összes pont | Helyezés |
| -------------- | ----------- | -------- | ----- | ----- | ------ | ----- | ----- | -------- | -------- | -------- | ------- | ----- | ----- | -------- | -------- | -------- | ----------- | -------- |
| Sergio Sánchez | Egyéni      | 23-42    | 599*  | 60.   | 3:44,3 | 1080  | 63.   | 186      | 1060     | 24.**    | 14:08,5 | 1021  | 48.   | 1:33,4   | 1100     | 2.       | 4860        | 47.      |

* - vívásban 10 pontos büntetést kapott

** - hat másik versenyzővel azonos eredményt ért el

## Sportlövészet
Férfi
| Versenyző         | Versenyszám     | Selejtező | Selejtező | Döntő   | Döntő    |
| Versenyző         | Versenyszám     | Pont      | Helyezés  | Pont    | Helyezés |
| ----------------- | --------------- | --------- | --------- | ------- | -------- |
| Cristian Bermúdez | Futócéllövészet | 554       | 20.       | kiesett | kiesett  |
| Julio Sandoval    | Futócéllövészet | 563       | 17.       | kiesett | kiesett  |

Nyílt
| Versenyző                | Versenyszám | Selejtező | Selejtező | Elődöntő | Elődöntő | Döntő   | Döntő    |
| Versenyző                | Versenyszám | Pont      | Helyezés  | Pont     | Helyezés | Pont    | Helyezés |
| ------------------------ | ----------- | --------- | --------- | -------- | -------- | ------- | -------- |
| Francisco Romero Arribas | Skeet       | 146       | 22.       | 194      | 24.      | kiesett | kiesett  |

## Súlyemelés
| Versenyző     | Versenyszám | Szakítás | Szakítás | Lökés    | Lökés    | Összesen | Helyezés |
| Versenyző     | Versenyszám | Eredmény | Helyezés | Eredmény | Helyezés | Összesen | Helyezés |
| ------------- | ----------- | -------- | -------- | -------- | -------- | -------- | -------- |
| Luis Coronado | 75 kg       | 130,0    | 27.      | 165,0    | 27.      | 295,0    | 28.      |

## Torna
Női
| Versenyző          | Versenyszám      | Selejtező | Selejtező | Döntő    | Döntő    |
| Versenyző          | Versenyszám      | Pontszám  | Helyezés  | Pontszám | Helyezés |
| ------------------ | ---------------- | --------- | --------- | -------- | -------- |
| Luisa Portocarrero | Talaj            | 19,550    | 28.       | kiesett  | kiesett  |
| Luisa Portocarrero | Ugrás            | 19,587    | 32.       | kiesett  | kiesett  |
| Luisa Portocarrero | Felemás korlát   | 19,599    | 37.       | kiesett  | kiesett  |
| Luisa Portocarrero | Gerenda          | 19,637    | 13.       | kiesett  | kiesett  |
| Luisa Portocarrero | Egyéni összetett | 78,373    | 24.       | 39,161   | 18.      |

## Úszás
Férfi
| Versenyző                                                  | Versenyszám            | Előfutam | Előfutam | Előfutam | Döntő   | Döntő   | Döntő   | Helyezés |
| Versenyző                                                  | Versenyszám            | Idő      | Hely.    | Össz.    | Típus   | Idő     | Hely.   | Helyezés |
| ---------------------------------------------------------- | ---------------------- | -------- | -------- | -------- | ------- | ------- | ------- | -------- |
| Andrés Sedano                                              | 50 m gyors             | 25,53    | 4.       | 60.      | kiesett | kiesett | kiesett | kiesett  |
| Gustavo Búcaro                                             | 50 m gyors             | 25,84    | 6.       | 63.      | kiesett | kiesett | kiesett | kiesett  |
| Gustavo Búcaro                                             | 100 m pillangó         | 59,68    | 2.*      | 57.*     | kiesett | kiesett | kiesett | kiesett  |
| Gustavo Búcaro                                             | 400 m gyors            | 4:11,48  | 2.       | 40.      | kiesett | kiesett | kiesett | kiesett  |
| Gustavo Búcaro                                             | 200 m gyors            | 1:58,13  | 4.       | 40.      | kiesett | kiesett | kiesett | kiesett  |
| Gustavo Búcaro                                             | 100 m gyors            | 54,74    | 4.       | 58.      | kiesett | kiesett | kiesett | kiesett  |
| Helder Torres                                              | 100 m gyors            | 55,38    | 6.       | 61.      | kiesett | kiesett | kiesett | kiesett  |
| Helder Torres                                              | 200 m gyors            | 2:00,04  | 2.       | 44.      | kiesett | kiesett | kiesett | kiesett  |
| Helder Torres                                              | 400 m gyors            | 4:20,38  | 4.       | 44.      | kiesett | kiesett | kiesett | kiesett  |
| Helder Torres                                              | 1500 m gyors           | 17:06,08 | 6.       | 29.      | kiesett | kiesett | kiesett | kiesett  |
| Roberto Bonilla                                            | 100 m mell             | 1:08,27  | 3.       | 49.      | kiesett | kiesett | kiesett | kiesett  |
| Roberto Bonilla                                            | 200 m mell             | 2:28,97  | 5.       | 43.      | kiesett | kiesett | kiesett | kiesett  |
| Roberto Bonilla                                            | 200 m vegyes           | kizárták | kizárták | kizárták | kiesett | kiesett | kiesett | kiesett  |
| Roberto Bonilla                                            | 400 m vegyes           | 4:43,54  | 3.       | 31.      | kiesett | kiesett | kiesett | kiesett  |
| Andrés Sedano Roberto Bonilla Helder Torres Gustavo Búcaro | 4 × 100 m gyorsváltó   | 3:42,53  | 6.       | 17.      | kiesett | kiesett | kiesett | kiesett  |
| Andrés Sedano Helder Torres Roberto Bonilla Gustavo Búcaro | 4 × 200 m gyorsváltó   | 8:07,30  | 6.       | 17.      | kiesett | kiesett | kiesett | kiesett  |
| Roberto Bonilla Helder Torres Gustavo Búcaro Andrés Sedano | 4 × 100 m vegyes váltó | 4:12,65  | 8.       | 22.      | kiesett | kiesett | kiesett | kiesett  |

Női
| Versenyző      | Versenyszám    | Előfutam | Előfutam | Előfutam | Döntő   | Döntő   | Döntő   | Helyezés |
| Versenyző      | Versenyszám    | Idő      | Hely.    | Össz.    | Típus   | Idő     | Hely.   | Helyezés |
| -------------- | -------------- | -------- | -------- | -------- | ------- | ------- | ------- | -------- |
| Blanca Morales | 100 m pillangó | 1:05,02  | 5.       | 41.      | kiesett | kiesett | kiesett | kiesett  |
| Blanca Morales | 200 m pillangó | 2:21,97  | 3.       | 28.      | kiesett | kiesett | kiesett | kiesett  |

* - egy másik versenyzővel azonos időt ért el